# Sukh Dev
Sukh Dev (FNA, FASc), né le 17 juin 1923 et mort le 16 octobre 2024, est un chimiste organique indien, universitaire, chercheur et écrivain, connu pour ses contributions au développement de la Guggulsterone, un stéroïde d'origine végétale utilisé comme agent thérapeutique et nutritionnel. Il mène des recherches avancées en sciences biomédicales et en chimie des produits naturels et détient 55 brevets pour ses découvertes .
Il est récipiendaire de plusieurs distinctions, dont le prix Shanti Swarup Bhatnagar, la plus haute distinction indienne en science et technologie. En 2008, le gouvernement indien lui décerne le Padma Bhushan, la troisième plus haute distinction civile de l'Inde, pour ses contributions à la science et à la technologie.

## Biographie
Sukh Dev est né le 17 juin 1923 à Chakwal, dans la province du Pendjab de l'Inde britannique de l'époque, de Hari Chand Lala et Maya Vanti,. Il est diplômé avec mention du Dayanand Anglo Vedic College, Lahore de l'Université du Pendjab en 1943 et obtient sa maîtrise (MSc) de la même institution en 1945. Il rejoint ensuite l'Institut indien des sciences de Bangalore (IISc) en tant qu'associé de recherche. S'installant en Inde après la partition, il étudie auprès du célèbre chimiste des produits naturels Praphulla Chandra Guha à l'IISc, obtenant son doctorat en 1948. Après avoir obtenu son doctorat, il mène des recherches post-doctorales au Massachusetts Institute of Technology avec John D. Roberts.
De 1951 à 1953, il est chercheur principal à l'IISc. et y reste en tant que chargé de cours en chimie organique de 1953 à 1959, avec un bref passage en tant qu'associé de recherche à l'Université de l'Illinois à Urbana-Champaign en 1957-58 sous Elias James Corey. Après avoir obtenu le diplôme de DSc de l'IISC en 1960, il rejoint le National Chemical Laboratory de Pune la même année en tant que chef (directeur adjoint) de la division de la chimie organique (produits naturels) où il reste jusqu'en 1974, avec une promotion au poste de directeur adjoint en 1968. En 1974, il est nommé directeur du Centre de recherche Malti-Chem à Nandesari où il travaille jusqu'en 1988,. En 1989, il rejoint l'Institut indien de technologie de Delhi en tant que professeur de recherche INSA SN Bose, passant au Dr BR Ambedkar Center for Biomedical Research de l'Université de Delhi en 1994 où il est professeur invité,.

## Héritage
Sukh Dev est connu pour avoir été impliqué dans des recherches sur les terpénoïdes et avoir contribué à l'élucidation structurelle d'un certain nombre d'entre eux. C'est au cours de ces investigations qu'il découvre de nouveaux types squelettiques chez les Sesqui- et les diterpénoïdes. Sur la base de ses recherches, il propose deux règles; la règle biogénétique de la stéréochimie absolue et que les matériaux biologiques exotiques ont tendance à produire des métabolites secondaires exotiques. Il concentre une partie de ses recherches sur la laque, la térébenthine, le Cedrus deodara (Devadaaru) et les plantes médicinales indiennes telles que le Guggulu Commiphora wightii, dont la dernière aboutit au développement de la guggulstérone, un stéroïde censé avoir des propriétés hypocholestérolémiantes et nutritives. Ses recherches lui valent 55 brevets et l'ensemble de ses travaux est documenté dans plus de 290 articles scientifiques.
Il publie 10 livres, dont Prime Ayurvedic Plant Drugs, une publication de 2006 qui explore les traditions anciennes et modernes de l'Ayurveda.
Sukh Dev encadre 92 chercheurs, dont de nombreux scientifiques notables,.

## Récompenses et honneurs
Sukh Dev reçoit la médaille Sudborough de l'Indian Institute of Science en 1949 alors qu'il travaille à l'institution en tant qu'associé de recherche , mais le premier prix majeur lui est décerné en 1964 lorsque le Conseil de la recherche scientifique et industrielle (CSIR) lui décerne le prix Shanti Swarup Bhatnagar, la plus haute distinction indienne dans les catégories science et technologie. Dans les années 1970, il reçoit deux prix; Acharya PC Ray Award de l'Indian Chemical Society en 1970 et Vishwakarma Medal de l'Indian National Science Academy en 1979. L'American Chemical Society lui décerne le prix Ernest Guenther en 1980  et il est sélectionné pour le Distinguished Alumnus Award de l'Indian Institute of Science le VASVIK Industrial Research Award et le prix FICCI de la Fédération des chambres indiennes de commerce et d'industrie la même année. Il reçoit deux prix de l'Académie nationale indienne des sciences dans les années 1980, la médaille du soixante-dixième anniversaire du professeur TR Seshadri en 1981 et la médaille Meghnad Saha en 1987.
Sukh Dev, qui occupe le poste de professeur de recherche INSA SN Bose de l'Institut indien de technologie de New Delhi de 1988 à 1993, reçoit le prix TWAS en 1988  et le prix du centenaire de la naissance Srinivasan Ramanujan de l'Indian Science Congress Association en 1992. Il reçoit le Lifetime Achievement Award de deux sociétés chimiques indiennes, l'Indian Chemical Society en 1999 et la Chemical Research Society of India en 2000. Le gouvernement indien, dans les honneurs du Jour de la République en 2008 lui donne le prix civil du Padma Bhushan.